# Evergrande Group
Die Evergrande Group (chinesisch 恒大集团, auch China Evergrande Group 中国恒大集团, vormals Hengda Group) war gemessen am Umsatz das zweitgrößte Immobilienunternehmen in China. Es verkaufte und entwickelte Wohnungen hauptsächlich an Bewohner mit höherem und mittlerem Einkommen. Der Sitz des Unternehmens war in Shenzhen (Guangdong), wobei die Holdinggesellschaft jedoch auf den Cayman Islands eingetragen war.
Mitte 2021 geriet das Unternehmen durch eine hohe Verschuldung in Schieflage: Ende Juni 2021 wies das Unternehmen Verbindlichkeiten in Höhe von 1,96 Billionen Renminbi (234,8 Mrd. Euro) aus. Im August 2023 beantragte das Unternehmen in den USA Gläubigerschutz nach Artikel 15 des US-Insolvenzrechts. Ende Januar 2024 ordnete ein Gericht in Hongkong die Liquidation des Unternehmens an.

## Unternehmen
Das Unternehmen besaß zuletzt 45,8 Millionen Quadratmeter Entwicklungsland und Immobilienprojekte in 22 Städten (u. a. Guangzhou, Tianjin, Shenyang, Wuhan, Kunming, Chengdu, Chongqing, Nanjing, Zhengzhou, Luoyang, Changsha, Nanning, Xi’an, Taiyuan, Guiyang). Damit stand die Evergrande Group hinter Country Garden an zweiter Stelle der Immobilienentwickler auf dem chinesischen Festland.
Einige der höchsten Wolkenkratzer der Welt wurden von dem Unternehmen geplant und entwickelt. Die Holdinggesellschaft der Gruppe war auf den Cayman Islands eingetragen.
Daneben betrieb die Gruppe seit 2014 eine Mineralwassermarke mit dem Namen Evergrande Spring (恒大冰泉) und eine Fußballlehrerschule. Evergrande Health, eine börsennotierte Tochtergesellschaft der Evergrande Group, war zeitweise der größte Anteilseigner von Faraday Future, nachdem es 45 Prozent an dem Automobilunternehmen für einen Gesamtbetrag von 2 Milliarden US-Dollar erworben hatte.
Von 2018 bis 2021 war Evergrande das wertvollste Immobilienunternehmen der Welt. In den Forbes Global 2000 der weltgrößten Unternehmen belegte die Evergrande Group Platz 94 (Stand: 2019). Das Unternehmen kam Anfang 2018 auf einen Börsenwert von rund 42 Mrd. US-Dollar. In der Rangliste der am schnellsten wachsenden Unternehmen belegte es im selben Jahr Platz 64. Der Gründer des Unternehmens Xu Jiayin (Hui Ya Kan) und seine Frau Ding Yumei (丁玉梅) zählten mit einem Vermögen von 34 Milliarden US-Dollar noch 2019 zu den reichsten Personen in China. Infolge der finanziellen Krise von Evergrande sank das Vermögen jedoch bis Dezember 2021 auf etwas mehr als 6 Milliarden US-Dollar. Nach vorläufigen Untersuchungen der Dienstleistungssparte des finanziell angeschlagenen Immobilienkonzerns, die seine Beteiligung an der Umleitung von Krediten ergaben, trat Xu Jiayin im Juli 2022, ebenso wie Finanzvorstand Pan Darong, zurück und wurde in der Funktion des CEO durch Siu Shawn ersetzt.

## Geschichte
Der spätere Unternehmensgründer Xu Jiayin studierte von 1978 bis 1982 am Wuhan Institute of Iron and Steel (heute Wuhan University of Science and Technology). Als frischgebackener Hochschulabsolvent wurde Hui 1982 der Wärmebehandlungsabteilung des staatlichen Unternehmens Wuyang Iron and Steel Company (舞阳钢铁公司) zugewiesen, wo er 1983 stellvertretender Direktor und ab 1985 sieben Jahre als Direktor tätig war. Nach seinem Rücktritt im Jahr 1992 zog er nach Shenzhen, der neu gegründeten Sonderwirtschaftszone in der südostchinesischen Provinz Guangdong. Dort arbeitete er für das Handelsunternehmen Zhongda (中达). Ein Jahr später wurde er Präsident der Niederlassung namens Quanda (全达). Am 1. Oktober 1994 zog Hui nach Guangzhou, der Hauptstadt der Provinz Guangdong, und gründete die Guangzhou Pengda Industrial Co, Ltd. (广州鹏达实业有限公司) für die Zhongda-Gruppe.
Im Mai 1996 verließ Hui Ka Yan mit einem Monatsgehalt von 2000 Yuan die Zhongda-Gruppe, nachdem die Verhandlungen mit dem Vorsitzendem dieser Gesellschaft gescheitert waren. Daraufhin gründete er in Guangzhou die Hengda-Gruppe (中国恒大集团), ab 2006 Evergrande Group, mit anfangs acht Mitarbeitern.
Seit Mitte der 1990er Jahre begannen chinesische Kommunen Land an private Bauträger zu verkaufen. Für sein erstes Entwicklungsprojekt 1996 kaufte Xu Jiayin für 5 Millionen Yuan Land, wobei er sich 50 % der Summe lieh. Im folgenden Jahr verkaufte er die ersten Bauten für 80 Millionen Yuan.
Sein Wachstum finanzierte Evergrande von Beginn an durch Kredit.
Schon nach drei Jahren wurde Evergrande zu einem der 10 führenden Immobilienentwickler in Guangzhou.
2006 begann das Unternehmen mit der landesweiten Expansion von Guangzhou in mehr als 20 Großstädte, darunter Shanghai, Tianjin, Wuhan und Chengdu. Die Zahl der Entwicklungsprojekte stieg von 2 auf mehr als 50 und das Unternehmen zählte zu den 20 größten chinesischen Immobilienentwicklern.
Im Juni 2006 wurde als Holding China Evergrande Group auf den Cayman Islands als steuerbefreite Gesellschaft gegründet.
Im Oktober 2009 erfolgte ein Börsengang an der Hongkonger Börse (HKEX: 3333) mit einem Wert von 722 Millionen US-Dollar, dabei konnten 9 Milliarden US-Dollar eingesammelt werden.
In den letzten Jahren haben chinesische Immobilienentwickler wie Evergrande und Dalian Wanda Vorstöße in „alternative, einkommensschaffende Geschäfte abseits des Immobilienmarktes“ unternommen. Das Unternehmen war in verschiedenen Geschäftsfeldern aktiv, darunter Solaranlagen, Schweineproduktion, Landwirtschaft und Babynahrung.
Im Januar 2019 übernahm Evergrande 51 % der Anteile von NEVS, die die Patente für batterie-elektrische Autos der Marke Saab hielten.
2020 erwarb Evergrande auch die restlichen Anteile.

### Hohe Verschuldung

#### Warnung vor Liquiditätsrisiken
Mitte 2021 geriet das Unternehmen durch eine hohe Verschuldung in Schieflage: Ende Juni 2021 wies das Unternehmen Verbindlichkeiten in Höhe von 1,96 Billionen Renminbi (234,8 Mrd. Euro) aus.
Die Ratingagentur Fitch senkte im September 2021 ihre Langzeit-Bewertung für Evergrande wegen hoher Verschuldung und der Gefahr von bevorstehenden Zahlungsausfällen von zuvor CCC+ auf CC. Evergrande hatte gewarnt, das Unternehmen befinde sich in „beispiellosen Schwierigkeiten“, dementierte jedoch Spekulationen über eine drohende Insolvenz.
Am 14. September 2021 warnte Evergrande erneut vor Liquiditätsrisiken wegen des Rückgangs seiner Immobilienverkäufe. Das Unternehmen führe zwar Gespräche mit potenziellen Investoren, um einige seiner Vermögenswerte zu veräußern, habe aber bislang keine „wesentlichen Fortschritte“ erzielt. Vor dem Firmensitz von Evergrande in Shenzhen kam es daraufhin zu Protesten. Eine staatliche Unterstützung von Evergrande sei nach Ansicht des Chefredakteurs der chinesischen Onlinezeitung Global Times unwahrscheinlich; das Unternehmen sei nicht systemrelevant.

#### Einbruch des Aktienkurses
Der Aktienkurs fiel im Rahmen der Krise innerhalb von fünf Monaten um 95 % von 7,52 € (16. April 2021) auf 0,338 € (17. September 2021). Am 20. September 2021 stürzte die Aktie erneut um bis zu 19 % auf den niedrigsten Stand seit über 11 Jahren ab. Die Aktie erreichte mit umgerechnet 0,225 € den niedrigsten Stand seit Mai 2010. Der Kursverfall von Evergrande, verbunden mit der Furcht vor einer Immobilienblase in China, führte u. a. auch an den Börsen der Vereinigten Staaten zu Kursverlusten. Am Morgen zur Ortszeit des 4. Oktober 2021 wurde der Handel der Evergrande-Aktien an der Hongkonger Börse (HKEX) ausgesetzt, da nach Information von HKEX ein größerer Aktientransfer bevorstand. Mitte Dezember 2021, nachdem Evergrande Zinszahlung auf Dollar-Bonds auch nach einer „Gnadenfrist“ nicht geleistet hatte, sank der Aktienkurs erneut, auf rund 0,19 €.

#### Antrag auf Gläubigerschutz in den Vereinigten Staaten
Evergrande veröffentlichte am 17. Juli 2023 seine Geschäftsberichte 2022 und 2021.
Die Wirtschaftsprüfer warnten, dass das Überleben von China Evergrande nicht gesichert sei; daran gebe es „erhebliche Zweifel“. Evergrande gab an, in den letzten zwei Jahren 81 Milliarden Dollar verloren zu haben. Diese zwei Jahre waren u. a. geprägt durch die Covid-Maßnahmen und einen Kurswechsel der Staatsführung in der Wirtschaftspolitik. Mit einem Schuldenstand von 2,4 Billionen Renminbi (300 Mrd. Euro) war Evergrande das zu diesem Zeitpunkt am höchsten verschuldete Immobilienunternehmen der Welt.
Am 17. August 2023 beantragte die Evergrande Group bei einem Gericht in New York Gläubigerschutz nach Kapitel 15 des US-Insolvenzgesetzes. Unter diesem Kapitel können auch ausländische Gesellschaften einen Schutz von Gläubigern in den USA beantragen.

#### Anordnung der Liquidation
Ende Januar 2024 ordnete eine Richterin des High Court von Hongkong aufgrund Gläubigerantrages die Liquidation des Unternehmens an. Es habe noch immer keinen konkreten Restrukturierungsvorschlag vorgelegt, obwohl es dazu lange genug Zeit bekommen habe. Zum 30. Januar 2024 war der börsennotierte Konzern nur noch 275 Mio. $ wert, ein Minus von 99 % gegenüber seinem Höchststand im Jahr 2017. Nachdem an diesem Tag die Aktie um 20 % gefallen war, wurde der Börsenhandel ausgesetzt.
Als Liquidator wurde Alvarez & Marsal bestellt. Evergrande konnte gegen die Entscheidung noch Berufung einlegen.  Hongkong und China haben im Mai 2021 eine sich auf die chinesischen Städte Schanghai, Shenzhen und Xiamen erstreckende Vereinbarung geschlossen, welche die Anerkennung von insolvenzrechtlichen Entscheidungen der ehemaligen, weiterhin britisches Common Law anwendenden  vormaligen britischen Kronkolonie durch Gerichte in China – und damit letztlich auch ihre Vollstreckung – ermöglicht.   Zweifelhaft war, ob die Anordnung der Richterin umsetzbar ist, da sich mehr als 90 % der Vermögenswerte des Unternehmens – darunter mehr als 1300 Wohnungsbauprojekte in 280 Städten – mit einem Schätzwert von 242 Milliarden Dollar  außerhalb des Hongkonger Rechtsraumes auf dem chinesischen Festland befinden.

## Aktivitäten im Fußball
Die Gruppe kaufte 2010 den Fußballverein Guangzhou Football Club und investierte in ihn. Der Verein gehört seitdem zu den erfolgreichsten Fußballklubs des Landes und gewann unter Marcello Lippi die AFC Champions League 2013. Im Jahr 2015 konnte dieser Wettbewerb ein zweites Mal gewonnen werden. Der Verein gewann von 2011 bis 2017 sieben Mal in Folge die Chinese Super League.
Nach Änderung des Regelwerks der CFA im Dezember 2020 durften Namen der Sponsoren in den Fußballvereinsnamen der Chinese Super League – insgesamt 58 Vereine – nicht mehr auftauchen. Seit Januar 2021 heißt der frühere Guangzhou Evergrande Taobao F.C. offiziell Guangzhou F.C.
Nach dem Bankrott des Hauptsponsors Evergrande kam der Verein in finanzielle Schwierigkeiten. In der Saison 2022 folgte der Abstieg des einstigen Topklubs aus der Chinese Super League.